# Quận Williams, Ohio
Quận Williams là một quận thuộc tiểu bang Ohio, Hoa Kỳ. Quận lỵ đóng ở Bryan 
Dân số theo điều tra năm 2010 của Cục điều tra dân số Hoa Kỳ là 37.642 người.

## Địa lý
Theo Cục điều tra dân số Hoa Kỳ, quận này có diện tích 1100 km2, trong đó có 5 km2 là diện tích mặt nước.